# 時のわらし
時のわらし（ときのわらし）とは、兵庫県明石市のマスコットキャラクターである。

## 概要
1991年に制作された同市のオリジナルアニメ『アニメ明石市史・明石と時のこどもたち』(但しアニメエンディングクレジットでは1992年3月と表記)の主人公として初登場。その愛らしい風貌が好評でそのまま明石市のマスコットとなる。2011年に制作された同市のオリジナルアニメ第2弾『明石と時の思い出』や、2019年に同市により製作されたまんが『時をめぐる大冒険』でも主人公として活躍した。
誕生日は1888年1月1日。この日は東経135度(子午線)が日本全国の標準時として施行された日である。つまり現在享受している日本の標準時が生まれたと同時に誕生した。
普段は古い時計の中に住んで明石の時間を守っているかわいい妖怪(妖精)で、手に持っているタイムマシンで明石の歴史ならどこへでも行くことができる。
アニメの劇中では毎回ではないものの「時！」という呪文のようなものを唱えることがあり、この呪文によってこどもたちとタイムトラベルを行なっていた。
また時のわらしが着用しているチャンチャンコの背中にはトンボが描かれているが、これは明石市人丸展望台にある標準時子午線の標柱にトンボがデザインされていることからきているもので、人丸展望台のトンボは時のわらしの親友である。
劇中での一人称は「おいら」。
キャラクターデザインは芝山努（エンディングクレジットでのキャラクターデザインは柳田義明、2011年版は山田みちしろ）。
声は杉山佳寿子が担当、1991年版のエンディングテーマ「へいきのへっ！」も歌っている。2011年版はイノサコイノコ(猪砂和世から改名)。
またアニメ以外の展開として、2019年に明石市が市制施行100周年を迎えたことを機に製作されたまんが「時をめぐる大冒険」(作画は明石市出身.在住のそやままい)にも登場。時のわらしの漫画化は初めてのことである。
明石市内では市の施設などにワンポイントとしてイラストが描かれていることが多いほか、明石観光協会では時のわらしをデザインしたグッズが販売されている。
また6月10日の“時の記念日”前後に行なわれる「時のウィーク」などのイベント会場にぬいぐるみ(着ぐるみ)で登場している。